# Saint-Hilaire-Petitville
Saint-Hilaire-Petitville és un municipi francès situat al departament de la Manche i a la regió de Normandia. L'any 2007 tenia 1.400 habitants.

## Demografia

### Població
El 2007 la població de fet de Saint-Hilaire-Petitville era de 1.400 persones. Hi havia 560 famílies de les quals 108 eren unipersonals (44 homes vivint sols i 64 dones vivint soles), 208 parelles sense fills, 216 parelles amb fills i 28 famílies monoparentals amb fills.
La població ha evolucionat segons el següent gràfic:
Habitants censats

### Habitatges
El 2007 hi havia 583 habitatges, 552 eren l'habitatge principal de la família, 9 eren segones residències i 22 estaven desocupats. 560 eren cases i 22 eren apartaments. Dels 552 habitatges principals, 354 estaven ocupats pels seus propietaris, 193 estaven llogats i ocupats pels llogaters i 5 estaven cedits a títol gratuït; 2 tenien una cambra, 18 en tenien dues, 99 en tenien tres, 211 en tenien quatre i 222 en tenien cinc o més. 516 habitatges disposaven pel capbaix d'una plaça de pàrquing. A 269 habitatges hi havia un automòbil i a 250 n'hi havia dos o més.

### Piràmide de població
La piràmide de població per edats i sexe el 2009 era:
| Homes | Edats   | Dones |
| ----- | ------- | ----- |
| 0     | 95 o +  | 0     |
| 0     | 90 a 94 | 12    |
| 4     | 85 a 89 | 0     |
| 8     | 80 a 84 | 8     |
| 28    | 75 a 79 | 20    |
| 20    | 70 a 74 | 32    |
| 16    | 65 a 69 | 20    |
| 36    | 60 a 64 | 28    |
| 28    | 55 a 59 | 44    |
| 36    | 50 a 54 | 32    |
| 44    | 45 a 49 | 36    |
| 68    | 40 a 44 | 68    |
| 84    | 35 a 39 | 76    |
| 52    | 30 a 34 | 56    |
| 24    | 25 a 29 | 16    |
| 40    | 20 a 24 | 28    |
| 68    | 15 a 19 | 40    |
| 92    | 10 a 14 | 92    |
| 60    | 5 a 9   | 44    |
| 32    | 0 a 4   | 32    |

## Economia
El 2007 la població en edat de treballar era de 914 persones, 673 eren actives i 241 eren inactives. De les 673 persones actives 628 estaven ocupades (348 homes i 280 dones) i 45 estaven aturades (16 homes i 29 dones). De les 241 persones inactives 96 estaven jubilades, 75 estaven estudiant i 70 estaven classificades com a «altres inactius».

### Ingressos
El 2009 a Saint-Hilaire-Petitville hi havia 567 unitats fiscals que integraven 1.463,5 persones, la mediana anual d'ingressos fiscals per persona era de 16.953 €.

### Activitats econòmiques
Dels 69 establiments que hi havia el 2007, 1 era d'una empresa extractiva, 1 d'una empresa alimentària, 3 d'empreses de fabricació d'altres productes industrials, 11 d'empreses de construcció, 20 d'empreses de comerç i reparació d'automòbils, 3 d'empreses de transport, 5 d'empreses d'hostatgeria i restauració, 1 d'una empresa d'informació i comunicació, 5 d'empreses financeres, 1 d'una empresa immobiliària, 14 d'empreses de serveis i 4 d'empreses classificades com a «altres activitats de serveis».
Dels 18 establiments de servei als particulars que hi havia el 2009, 1 era un taller de reparació d'automòbils i de material agrícola, 2 tallers d'inspecció tècnica de vehicles, 2 paletes, 1 guixaire pintor, 3 fusteries, 1 lampisteria, 1 electricista, 2 empreses de construcció, 1 perruqueria, 3 restaurants i 1 tintoreria.
Dels 6 establiments comercials que hi havia el 2009, 1 era, 1 un supermercat, 1 una botiga de menys de 120 m², 1 una botiga d'equipament de la llar, 1 una botiga de material de revestiment de parets i terra i 1 una joieria.
L'any 2000 a Saint-Hilaire-Petitville hi havia 19 explotacions agrícoles que ocupaven un total de 406 hectàrees.

## Equipaments sanitaris i escolars
El 2009 hi havia una escola elemental.

## Poblacions més properes
El següent diagrama mostra les poblacions més properes.